# Symmetrische Orthogonalisierung
Die Symmetrische Orthogonalisierung ist ein von Per-Olov Löwdin (1916–2000) entwickeltes, in der Quantenchemie häufig eingesetztes Orthogonalisierungsverfahren. Als solches dient es dazu, aus einem gegebenen nichtorthogonalen Satz von Vektoren einen orthogonalen Satz zu erzeugen, bei dem für je zwei verschiedene Vektoren das Skalarprodukt gleich Null ist.

## Beschreibung
Gegeben sei eine Basis {\displaystyle S} für einen Untervektorraum {\displaystyle V} eines reellen oder komplexen endlichdimensionalen Vektorraums mit Skalarprodukt ({\displaystyle \mathbb {C} ^{n}} oder {\displaystyle \mathbb {R} ^{n}}). Es sei {\displaystyle A} die Matrix, deren Spaltenvektoren die Basisvektoren von {\displaystyle S} sind.
Man bilde die Gram-Matrix {\displaystyle A^{\dagger }A}. Die Gram-Matrix ist quadratisch, symmetrisch und positiv definit (da die Zeilen von {\displaystyle A} linear unabhängig sind und das Skalarprodukt positiv definit ist) und kann somit unitär diagonalisiert werden. Dabei ist {\displaystyle U} eine unitäre Matrix und {\displaystyle D} eine Diagonalmatrix.
{\displaystyle A^{\dagger }A=U^{\dagger }DU}
und man kann die Matrix {\displaystyle H:=U^{\dagger }D^{-{\frac {1}{2}}}U} bilden. Anschließend bildet man die Matrix {\displaystyle {\tilde {A}}:=AH}. Die Spaltenvektoren von {\displaystyle {\tilde {A}}} bilden ein Orthonormalsystem, da:
{\displaystyle {\tilde {A}}^{\dagger }{\tilde {A}}=(AH)^{\dagger }(AH)=(H^{\dagger }A^{\dagger })(AH)=(HA^{\dagger })(AH)=HH^{-2}H=Id}
Die Spalten von {\displaystyle {\tilde {A}}} bilden also die gesuchte Orthonormalbasis von {\displaystyle V}.

## Anwendung in der Quantenchemie
In der Quantenchemie führt die Approximation der elektronischen Schrödingergleichung auf ein Einelektronenproblem im Rahmen der Hartree-Fock-Näherung zu einem verallgemeinerten Matrixeigenwertproblem, den so genannten Roothaan-Hall-Gleichungen.
{\displaystyle \mathbf {FC=SC\epsilon } },
Hierbei ist  {\displaystyle \mathbf {F} } die Fock-Matrix,  {\displaystyle \mathbf {C} } die Koeffizientenmatrix, welche die  LCAO-Koeffizienten der Molekülorbitale enthält, {\displaystyle \mathbf {S} } die Überlappungsmatrix, die das Skalarprodukt in der LCAO-Basis darstellt und {\displaystyle \mathbf {\epsilon } } die Orbitalenergie.

Um dieses Eigenwertproblem zu lösen, wird die Matrixgleichung in ein Koordinatensystem transformiert, in dem die Überlappungsmatrix {\displaystyle \mathbf {S} } zur Einheitsmatrix wird. Damit wäre das verallgemeinerte Eigenwertproblem auf ein gewöhnliches Eigenwertproblem
{\displaystyle \mathbf {F'C'=C'\epsilon } }
reduziert. Die Überlappungsmatrix {\displaystyle \mathbf {S} } stellt die Gram-Matrix unserer derzeitigen LCAO-Basis dar und wir können daher wie im letzten Abschnitt fortfahren. Wir bilden mit Hilfe der Eigenwertzerlegung der positiv definiten Matrix {\displaystyle \mathbf {S} } die Matrizen {\displaystyle \mathbf {S} ^{1/2}} und {\displaystyle \mathbf {S} ^{-1/2}} und erweitern wie folgt:
{\displaystyle \mathbf {FS^{-1/2}S^{1/2}C=SC\epsilon } },
anschließend setzen wir {\displaystyle \mathbf {C} '=S^{1/2}C} und multiplizieren von links mit  {\displaystyle \mathbf {S} ^{-1/2}}
{\displaystyle \mathbf {S^{-1/2}FS^{-1/2}C'=C'\epsilon } },
Abschließend setzen wir {\displaystyle \mathbf {F} '=S^{-1/2\dagger }FS^{-1/2}=S^{-1/2}FS^{-1/2}}und erhalten die gesuchte Form eines Matrix Eigenwertproblems.